# زوئی باکستد
زوئی باکستد (انگلیسی: Zoe Bäckstedt؛ زادهٔ ۲۴ سپتامبر ۲۰۰۴) دوچرخه‌سوار اهل بریتانیا است. او یک دوچرخه‌سوار اهل انگلستان است که در سال ۲۰۰۴ متولد شد. پدرش، مارک باکستد، نیز دوچرخه‌سوار سابق و قهرمان مسابقات دوچرخه سواری بریتانیاست. در سن ۱۶ سالگی، زوه به عنوان یکی از بازیکنان چپیوناتو مسابقات زنان جوان دوچرخه سواری در سال ۲۰۲۰ انتخاب شد. کارنامه او شامل برنده شدن در مسابقات بین‌المللی دوچرخه سواری نوجوانان است.

## حرفه
زوئی باکستد اولین موفقیت برجسته‌اش را در سال ۲۰۱۸ در مسابقات جهانی دوچرخه سواری جاده از طریق کسب مدال برنز به دست آورد. در سال ۲۰۱۹، او دو نشان طلا در مسابقات بریتانیایی جاده در دو دسته زیر ۱۶ سال و نوجوانان به دست آورد. همچنین در سال ۲۰۱۹، او مدال نقره در مسابقه‌های یوروپای شرقی دوچرخه سواری نوجوانان را کسب کرد. در سال ۲۰۲۰، او به یکی از چند بازیکن انتخاب شد که در چپیوناتو مسابقات زنان جوان دوچرخه سواری شرکت کنند. او به عنوان کاندیدای عمده برای کسب مدال طلا در مسابقه بزرگسالان رشته دوچرخه سواری جاده در المپیک توکیو ۲۰۲۰–۲۰۲۱ هم قرار داشت.